# Pithecops
Pithecops is een geslacht van vlinders van de familie Lycaenidae, uit de onderfamilie van de Polyommatinae.

## Soorten
- P. corvus Fruhstorfer, 1919
- P. dionisius (Boisduval, 1832)
- P. fulgens Doherty, 1889
- P. mariae de Nicéville, 1894
- P. phoenix (Röber, 1886)

### Status onduidelijk
- P. semoni (Pagenstecher, 1893)